# Бернхард фон Саксония-Ваймар
Бернхард (на немски: Bernhard von Sachsen-Weimar; * 16 август 1604, Ваймар; † 18 юли 1639, Нойенбург на Рейн) от рода на Ваймерските Ернестински Ветини, е херцог на Саксония-Ваймар и генерал от Тридесетгодишната война.

## Живот
Бернхард е най-малкият син на херцог Йохан III от Саксония-Ваймар (1570 – 1605) и съпругата му Доротея Мария фон Анхалт (1574 – 1617) от род Аскани, дъщеря на княз Йоахим Ернст от Анхалт и сестра на княз Лудвиг I от Анхалт-Кьотен. Неговите братя са Йохан Ернст I, Фридрих, Вилхелм IV, Албрехт и Йохан Фридрих и Ернст I.
Още през първата година на раждането му умира баща му, а когато е на 13 години умира и майка му.
Бернхард следва за кратко в университет Йена и се мести в двора на роднината му херцог Йохан Казимир фон Саксония-Кобург. През 1620 г. Бернхард е приет от чичо му княз Лудвиг I от Анхалт-Кьотен в литературното Плодоносно общество (Fruchtbringende Gesellschaft), в книгата под Нр. 30. Освен това херцог Бернхард под името Aristander е член на Académie des parfaits amants.
През 1622 г. той се бие при Ернст фон Мансфелд в битката при Минголсхайм, след това заедно с брат му Йохан Фридрих в битката при Вимпфен при маркграф Георг Фридрих фон Баден-Дурлах и 1623 г. с брат му Вилхелм при Кристиан фон Брауншвайг-Волфенбютел при Щатлон.
Бернхард е през 1625 г. полковник във войската на крал Кристиан IV от Дания. През 1627 г. отива на служба при император Фердинанд II и участва във войната в Холандия.
През 1630 г. Бернхард е на страната шведския крал Густав II Адолф. На 28 юли 1631 г. кралят го издига на полковник на неговата кавалерия Svea Livgarde. Той участва в битки и след смъртта на Густав Адолф († 6/16 ноември 1632) той става главен командир на шведската войска. Бернхард изгонва императорската войска от Саксония. На 10 юни 1633 г. той получава Херцогство Франкония, оставя го на брат му Ернст за управление и тръгва да се бие в Бавария. На 4 юли/ 14 ноември 1633 г. той завладява Регенсбург. На 22 юли 1634 г. заедно с шведския генерал Густаф Хорн печели битката и обсадата на Ландсхут. На 27 октомври 1635 г. херцог Бернхард сключва договор с Кардинал Ришельо и започва служба във Франция, като му се обещава Елзас.
По време на подготовката за нов поход против императорската войска Бернхард умира на 18 юли 1639 г. в Нойенбург на Рейн. За неговото наследство се карат всички участващи сили във войната. На 15 септември 1655 г. той е преместен от Брайзах във Ваймар.